# Janet Cardiff
Pour les articles homonymes, voir Cardiff (homonymie).
Janet Cardiff, née le 15 mars 1957 au Canada, est une artiste canadienne connue pour ses installations sonores et ses promenades audio.

## Biographie
Janet Cardiff naît en 1957 à Bruxelles, en Ontario,. En 1980, elle obtient un baccalauréat en beaux-arts de l'Université Queens, à Kingston. Durant ses études, elle s'intéresse à la photographie et aux techniques d'imprimerie, dont la sérigraphie. En 1983, elle obtient une maîtrise en arts visuels de l'Université de l'Alberta où elle rencontre George Bures Miller, son futur collaborateur. En 1983, le film Super 8 intitulé The Guardian Angel est le résultat de sa première collaboration avec lui. Après cette expérience cinématographique, elle intègre des éléments de séquençage narratif et des expériences avec le son et le mouvement. Durant les années 1990, elle est professeure agrégée en arts à l'Université de Lethbridge. En 1995, remarqués à la suite d'une exposition au Danemark, Janet Cardiff et George Bures Miller entament une carrière internationale.
Janet Cardiff représente le Canada à la Biennale d'art de São Paulo en 1998 et, avec George Bures Miller, à la 6e Biennale d'Istanbul en 1999 et à la 49e Biennale de Venise. En 2001, le Moma PS 1 présente la rétrospective Janet Cardiff : un bilan de carrière incluant des collaborations avec George Bures Miller, qui circule à Montréal, Oslo et Turin. L'exposition fait un retour sur la formation initiale en gravure de l'artiste en présentant l'estampe Three Thoughs (1986).

## Œuvres (sélection)

### Installations
En 1991, Janet Cardiff crée The Whispering Room, une installation sonore située dans un espace faiblement éclairé où sont disposés seize petits haut-parleurs ronds sur pied. Ils diffusent chacun le segment d'une séquence narrative racontée par des voix douces de femmes. En marchant d'un haut-parleur à un autre, l'unité du récit prend forme. Durant le parcours, le mouvement des personnes déclenche la projection murale d'un film au ralenti,. The Whispering Room appartient à la collection du Musée des beaux-arts de l'Ontario. 

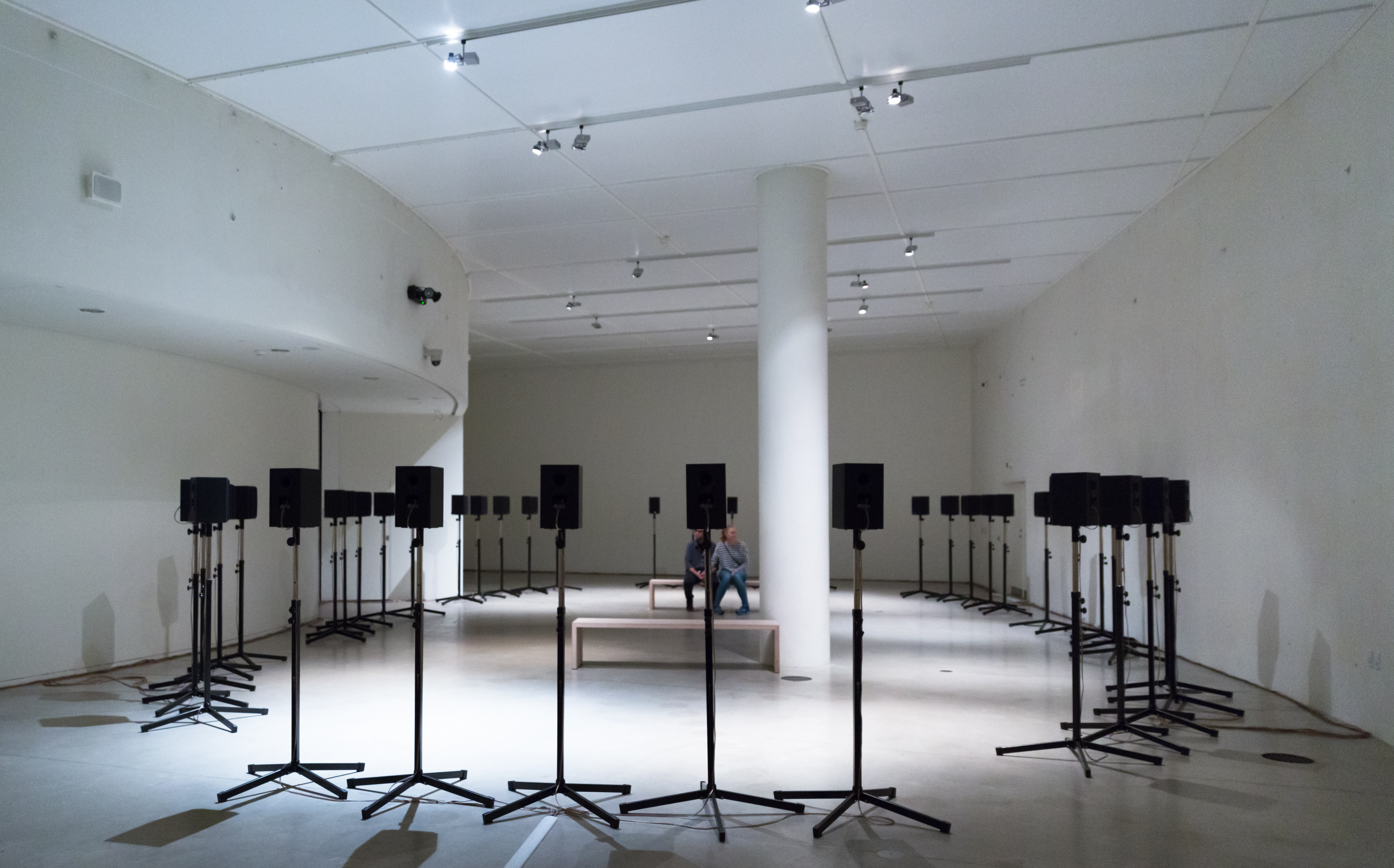
The Forty Part Motet, photographie © Villy Fink Isaksen, Wikimedia Commons, licence cc-by-sa-3.0

En 2001, elle réalise The Forty Part Motet (A reworking of "Spem in Alium" by Thomas Tallis 1556) constituée de huit groupes de cinq haut-parleurs totalisant quarante haut-parleurs disposés le long des murs d'une salle suivant un tracé ovale. Chacun diffuse l'une des voix des quarante membres de la chorale Salisbury Cathedral Choir enregistrée en 2001 lors du Festival de Salisbury. Elle est composée de huit chœurs de cinq voix chacun, soit soprano, alto, ténor, baryton et basse, et chante Spem in alium, le motet pour quarante voix composé par Thomas Tallis à la fin du 16e siècle,. Le public se positionne soit au centre de la salle, pour se plonger dans l'expérience immersive des voix unifiées, ou devant un seul haut-parleur, pour isoler une des voix de la composition polyphonique. The Forty Part Motet fait partie de la collection permanente du Musée des beaux-arts du Canada à Ottawa, du Musée d'art moderne de New York et d'Inhotim à Brumadinho au Brésil.

### Promenades
Janet Cardiff produit des promenades audio où le marcheur, guidé par la voix de l'artiste, circule dans des environnements variés. En 1991, elle réalise Forest Walk, une promenade en forêt de 12 minutes, lors d'une résidence au Banff Centre. En 1996, elle crée une œuvre spécifiquement pour les jardins du Musée d'art moderne Louisiana au Danemark,. À la promenade audio, elle ajoute une bande vidéo, ce qui amène le marcheur à suivre à la fois les directives audio et vidéo,. Her Long Black Hair (2004) se déroule à Central Park et intègre d'anciennes photographies d'une femme aux longs cheveux noirs à Central Park. Ces photographies, datant d'un passé lointain, ajoutent une dimension temporelle à la promenade. En 2005, elle crée Words Drawn in Water (2005) pour le Hirshhorn Museum. À l'image du trompe-l'œil, Janet Cardiff trompe l'oreille en enregistrant au préalable des sons à partir des lieux mêmes où le promeneur passera, lui laissant, durant la marche, le soin de distinguer ceux qui appartiennent à la réalité environnante de la promenade de ceux qui appartiennent à la bande sonore.
En 1999, Janet Cardiff crée In Real Time, sa première promenade vidéo, qui se déroule à la bibliothèque du Carnegie Museum of Art. Le promeneur porte des écouteurs reliés à une petite caméra vidéo qu'il tient à la main. Il visionne les images de la promenade des lieux préenregistrées par l'artiste tout en les alignant avec celles des mêmes lieux qu'il croise en marchant,.

## Œuvres avec George Bures Miller (sélection)
En 2001, ils représentent le Canada à la 49e Biennale de Venise avec Paradise Institute. L'œuvre consiste en une salle de cinéma à l'ancienne construite à l'intérieur d'un espace fait de panneaux de contreplaqué. Seize spectateurs, à qui sont fournis des écouteurs, sont invités à s'asseoir pour visionner un film de genre noir d'une durée de 13 minutes. Des sons, tels que des rires, des toussotements ou des chuchotements, semblent provenir des autres spectateurs, puis des voix de personnages du film se déplacent de l'écran à la salle, jouant sur l'illusion que la frontière entre les personnages et les spectateurs se dissipe et que ceux-ci deviennent complices du crime planifié à l'écran,. À la Biennale de Venise, ils remportent le prix spécial du jury, remis pour la première fois à des artistes canadiens, et le prix Benesse, récompensant des artistes innovants.
En 2005, Cardiff et Miller crée The Secret Hotel une installation où la perception spatiale des visiteurs est déstabilisée. Le visiteur entre dans une pièce qui crée l'illusion d'un corridor d'hôtel américain, il monte ensuite les marches et arrive sur une plateforme en bois et se déplace jusqu'à une ouverture au fond de laquelle se trouve une chambre d'hôtel qui semble se situer à l'étage inférieure juste en dessous des visiteurs, ce qui est impossible selon l'expérience du visiteur de l'espace et s'explique par le fait que la chambre est en fait construite selon des proportions réduites pour créer une illusion d'optique,. L'installation comprend un aspect audio où l'on peut entendre des sons de bâtiments industriels. La chambre comprend entre autres un lit, une chaise et un tourne-disque.
En 2012, à la documenta de Cassel, ils présentent After Bahnhof Video Walk, une promenade vidéo de 26 minutes spécialement créée pour l'événement. Dans l'ancienne gare de Cassel, le promeneur circule muni d'un iPod et d'écouteurs qui transmettent des sons préenregistrés ainsi que la voix de Janet Cardiff. En marchant, il visionne également des images préenregistrées de la gare et de ses passants. La voix transmet des directives au promeneur, des histoires personnelles, puis, éventuellement, elle rapporte l'histoire de Cassel durant la Deuxième Guerre mondiale. La bande sonore binaurale investit les récits personnels et historiques d'une charge affective qui lie le promeneur au Juif déporté. L'événement propose également Forest (for a thousand years...), une installation sonore de 28 minutes qui se déroule en forêt. Dans les arbres et au sol sont disposés des haut-parleurs qui permettent une expérience sonore immersive pour le promeneur. Les artistes utilisent un système ambisonique pour réaliser le champ sonore 3D de Forest (for a thousand years...).

## Collections
- Corcoran Gallery of Art
- Fondazione Sandretto Re Rebaudengo
- Galerie d'art de l'Alberta
- Hirshhorn Museum and Sculpture Garden
- Kunstsammlung Nordrhein-Westfalen
- Musée d'art contemporain Astrup-Fearnley
- Musée d'art contemporain de Montréal
- Musée d'art de Dallas
- Musée des beaux-arts du Canada
- Musée des beaux-arts de l'Ontario
- Musée Ludwig
- Museum of Modern Art[32]
- Musée d'art moderne de San Francisco
- Tate Modern[33]
- Université de Lethbridge

## Distinctions
- 2001 : Prix du millénaire du Musée des beaux-arts du Canada pour Motet pour quarante voix (avec George Bures Miller)[1]
- 2001 : Prix spécial du jury de la Biennale de Venise pour The Paradise Institute (avec George Bures Miller)
- 2001 : Prix Bennesse de la Biennale de Venise pour The Paradise Institute (avec George Bures Miller)
- 2003 : Prix Gershon Iskowitz[34]
- 2008 : Prix pour les arts visuels de la Fondation Hnatyshyn pour l'ensembre de l'œuvre (avec George Bures Miller)[5]
- 2011 : Prix Käthe Kollwitz[31]